# Tropisches Wechselklima
Tropisches Wechselklima findet man in Dornstrauch-, Trocken- und Feuchtsavannen. Es ist gekennzeichnet durch einen Wechsel von Trocken- und Regenzeit. Die Trockenzeit im Winter ist geprägt durch trockene Passatwinde und die Regenzeit im Sommer steht unter Einfluss der innertropischen Konvergenzzone (ITC). Die Temperatur ist ganzjährig hoch und hat zwei Maxima. Niederschlag fällt nur in der Regenzeit.

## Klima
Da die Temperaturunterschiede zwischen Tag und Nacht stärker sind als die Temperaturunterschiede zwischen den einzelnen Monaten, herrscht in der Zone des Tropischen Wechselklimas das Tageszeitenklima. Die Temperaturen sind ganzjährig hoch und haben zwei Maxima (ca. im April/Mai und im Oktober). Die Regenzeit ist im Sommer (Juni–September), da im Sommer die Niederschlagsmaxima erreicht werden, während im Winter (November–Februar) kein bzw. kaum Niederschlag fällt (Trockenzeit). Außerdem nimmt in Richtung der Wendekreise die Länge der Regenzeit ab, während es in Richtung Äquator sogar Regenzeiten mit zwei Niederschlagsmaxima gibt. Je nach Länge der Regenzeit verändert sich auch die Vegetation. Der Grund für die Länge der Regenzeiten ist mit der Wanderung der Innertropischen Konvergenzzone (ITC) begründet. Gebiete, die näher am Äquator liegen, überstreift die ITC zweimal (auf dem Weg zum Wendekreis und auf dem Rückweg). Deshalb gibt es in Bondoukou auch zwei Niederschlagsmaxima.

## Vegetation
Die zum Tropischen Wechselklima zugehörige Vegetationszone ist die Savanne, die noch mal in 3 Teile gegliedert ist: Trockensavanne, Feuchtsavanne und die Dornen(strauch)savanne.